# Baix Ebre

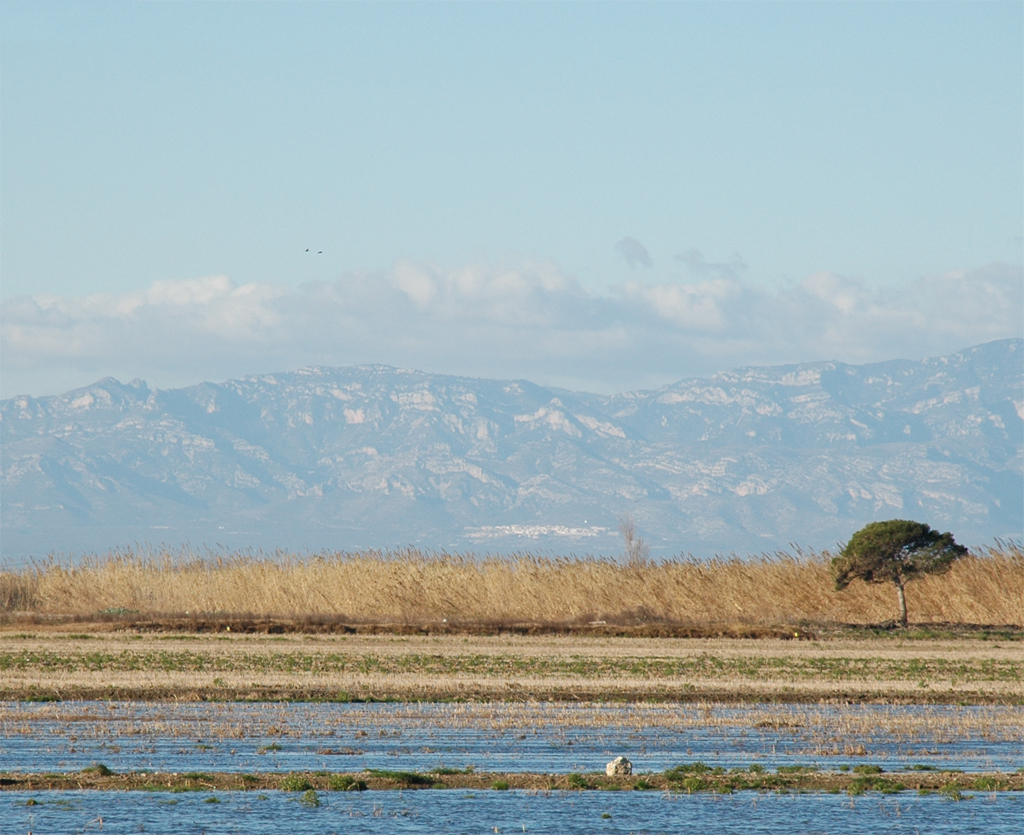
Foto från Ebro-deltat i grevskapet Baix Ebre.

Baix Ebre är ett grevskap, comarca, vid Medelhavskusten i södra Katalonien, i Spanien. Huvudstaden heter Tortosa, med 33 992 innevånare 2013.

## Kommuner
Baix Ebre är uppdelat i 14 kommuner, municipis.

- L'Aldea
- Aldover
- Alfara de Carles
- L'Ametlla de Mar
- L'Ampolla
- Benifallet
- Camarles
- Deltebre
- Paüls
- El Perelló
- Roquetes
- Tivenys
- Tortosa
- Xerta